# Polystichum shandongense
Polystichum shandongense là một loài thực vật có mạch trong họ Dryopteridaceae. Loài này được J.X. Li & Y. Wei miêu tả khoa học đầu tiên năm 1984.